# علی‌بیجه، امیرداغ
الیبیس، امیرداگ (به لاتین: Alibeyce, Emirdağ) یک منطقهٔ مسکونی در ترکیه است که در استان افیون قره‌حصار واقع شده‌است.